# Enguri
Az Enguri (grúzul ენგური, abházul Егры [Egri], oroszul Ингури [Inguri]) folyó Grúzia északnyugati, Abházia déli részén. Hossza 213 km, vízgyűjtő területe 4060 km². Szvanéti északnyugati részén, a Nagy-Kaukázusban, Grúzia legmagasabb hegye, a Shara közelében ered és Zugdiditől nyugatra ömlik a Fekete-tengerbe. Vízét főként a hegyekben olvadó hó táplálja. Éves átlagos vízhozama 170 m³/s. Felső folyása Dzsvariig szűk völgyben vezet, utána a folyóvölgy kiszélesedik és a Kolhetisz-síkságon vezet a tengeri torkolatig.
A folyó fontos szerepet játszik Grúzia és Abházia elektromosenergia-ellátásában. A folyó duzzasztásával hozták létre az 1300 MW beépített teljesítményű Enguri vízerőművet. Az erőmű Dzsvari közelében felépített duzzasztógátja 750 m széles és 271,5 m magas.
A folyó Abházia déli határát alkotja. A grúz–oszét konfliktus kezdeti, 1990-es évek eleji időszakában a folyón átvezető hidakat lerombolták. Ezeket később, a fegyveres szembenállást lezáró 1994-es tűzszüneti szerződés után helyreállították. Napjainkban egy hivatalos átkelő működik a folyón. Ez a 870 m fesztávolságú, a torkolat közelében található Enguri-híd, melyet 1944–1948 között német hadifoglyok építettek.